# Filip Koperski
Filip Koperski (Gdańsk, 2004. február 24. –) lengyel korosztályos válogatott labdarúgó, a Lechia Gdańsk játékosa.

## Pályafutása

### Klubcsapatokban
Korosztályos szinten megfordult az AP Lechia Gdańsk, az Escola Varsovia Warsaw, a spanyol UB Catalònia és az Unió Esportiva Sants csapatainál. 2019-ben visszatért Lengyelországba és csatlakozott a Lechia Gdańsk akadémiájához. 2020. október 7-én debütált a második csapatban az Orzeł Subkowy ellen. 2021. január 8-án profi szerződést kötött a klubbal. Április 20-án mutatkozott be az első csapatban a Lech Poznań elleni bajnoki mérkőzésen a 76. percben Jan Bieganski cseréejként. 2022. február 20-án megszerezte első bajnoki gólját a Poznań ellen 1–0-ra megnyert találkozón. Július 7-én mutatkozott be az UEFA Európa Konferencia Ligában a macedón Akademija Pandev elleni 1. selejtezőkörben.

### A válogatottban
2022 márciusában meghívót kapott a lengyel U18-as válogatottba. Az U19-es válogatottba is meghívót kapott. 2023. március 22-én Izrael U19-es válogatottja ellen 1–1-re végződő mérkőzésen fejjel volt eredményes, majd keresztszalag szakadás miatt távozott a pályáról.

## Statisztika
2023. március 3-án frissítve.
| Klub             | Szezon   | Bajnokság | Bajnokság | Kupa  | Kupa | Nemzetközi | Nemzetközi | Egyéb | Egyéb | Összesen | Összesen |
| Klub             | Szezon   | Meccs     | Gól       | Meccs | Gól  | Meccs      | Gól        | Meccs | Gól   | Meccs    | Gól      |
| ---------------- | -------- | --------- | --------- | ----- | ---- | ---------- | ---------- | ----- | ----- | -------- | -------- |
| Lechia Gdańsk II | 2020–21  | 2         | 0         | 0     | 0    | —          | —          | —     | —     | 2        | 0        |
| Lechia Gdańsk II | 2021–22  | 10        | 2         | 0     | 0    | —          | —          | —     | —     | 10       | 2        |
| Lechia Gdańsk II | Összesen | 12        | 2         | 0     | 0    | 0          | 0          | 0     | 0     | 12       | 2        |
| Lechia Gdańsk    | 2020–21  | 1         | 0         | 0     | 0    | —          | —          | —     | —     | 1        | 0        |
| Lechia Gdańsk    | 2021–22  | 6         | 1         | 0     | 0    | —          | —          | —     | —     | 6        | 1        |
| Lechia Gdańsk    | 2022–23  | 7         | 0         | 1     | 0    | 2          | 0          | —     | —     | 10       | 0        |
| Lechia Gdańsk    | Összesen | 14        | 1         | 1     | 0    | 2          | 0          | 0     | 0     | 17       | 1        |
| Összesen         | Összesen | 26        | 3         | 1     | 0    | 2          | 0          | 1     | 0     | 29       | 3        |